# Olešná, Rakovník
Olešná là một làng thuộc huyện Rakovník, vùng Středočeský, Cộng hòa Séc.